# Novotroitski (Mostovskói, Krasnodar)
Novotroitski (del ruso: Новотроицкий) es un jútor del raión de Mostovskói del krai de Krasnodar, en Rusia. Está situado en la cabecera del río Chojrak, afluente del Labá, de la cuenca del Kubán, 31 km al noroeste de Mostovskói y 130 km al sudeste de Krasnodar, capital del krai. Tenía 31 habitantes en 2010.
Pertenece al municipio Yaroslávskoye.